# John Arthur Aldridge
John Arthur Aldridge (ur. 5 lutego 1899, zm. w listopadzie 1988) – brytyjski as myśliwski okresu I wojny światowej. Odniósł 5 zwycięstw powietrznych. 
John Arthur Aldridge w latach 1914–1917 był młodszym urzędnikiem w Agricultural and Fisheries Department. Po ukończeniu 18 roku życia w lutym 1917 roku zaciągnął się do wojska. Został przydzielony do Oxford and Bucks Light Infantry, w kwietniu 1917 został skierowany do Royal Flying Corps. Po przejściu szkolenia przydzielono go do No. 19 Squadron RAF. Pierwsze zwycięstwo powietrzne odniósł 21 kwietnia 1918 roku. Zestrzelił niemiecki samolot Pfalz D.III. Ostatnie piąte zwycięstwo odniósł 27 września, w okolicach Cambrai zestrzelił niemieckiego Fokkera D.VII. Po zakończeniu wojny odszedł do cywila w styczniu 1919 roku.
W czasie II wojny światowej ponownie został zmobilizowany i służył w Air Training Corps. Po zakończeniu wojny pracował jako weterynarz i za zasługi cywilne został odznaczony Orderem Imperium Brytyjskiego.